# Nosavana phoumii
Nosavana phoumii är en skalbaggsart som beskrevs av Stefan von Breuning 1963. Nosavana phoumii ingår i släktet Nosavana och familjen långhorningar.
Artens utbredningsområde är Laos. Inga underarter finns listade i Catalogue of Life.